# Все песни только о любви
«Все песни только о любви» (другое название — «Песни о любви», фр. Les chansons d'amour) — мюзикл французского режиссёра Кристофа Оноре о любовных переживаниях молодого парижанина, о скоротечности жизни. Все песни написаны композитором Алексом Бопеном, получившим за них премию «Сезар». Главную роль в картине исполнил актёр Луи Гаррель. Мировая премьера фильма состоялась 18 мая 2007 года в рамках юбилейного 60-го Каннского кинофестиваля, картина участвовала в основном конкурсе. Российским зрителям лента впервые была представлена 20 марта 2008 года на Фестивале франкофонии, а 10 апреля она вышла в ограниченный прокат.

## Сюжет
Молодой парижанин Исмаэль живёт вместе с блондинкой Жюли. Каждый вечер к ним приходит коллега Исмаэля по работе в журнале Алиса и троица отправляется в постель. Любовная идиллия ménage à trois рушится, когда Жюли внезапно умирает. Алиса быстро закручивает роман с бретонцем Гвендалем, в то время как Исмаэль не может справиться с произошедшей трагедией. Помочь ему безуспешно пытается Жанна, сестра погибшей Жюли. Случайная встреча с лицеистом-геем Эрванном, братом Гвендаля, постепенно возвращает Исмаэля к жизни. В финале молодые люди обретают друг в друге временное спасение в страсти от трудностей, но кто знает, что будет потом?..
«Люби меня меньше, но люби меня долго!» — произносит Исмаэль в финале фильма.

## В ролях
| Актёр                 | Роль     |
| --------------------- | -------- |
| Луи Гаррель           | Исмаэль  |
| Людивин Санье         | Жюли     |
| Кьяра Мастроянни      | Жанна    |
| Клотильда Эсме        | Алиса    |
| Грегуар Лепренс-Ренге | Эрванн   |
| Янник Ренье           | Гвендаль |

## Саундтрек
Музыку к фильму написал Алекс Бопен, получивший премию «Сезар» за лучшую музыку для фильма. Продюсером и аранжировщиком музыкальных композиций является Фредерик Ло. Самого Бопена также можно видеть в фильме, исполняющего песню «Brooklyn bridge».
1. «De bonnes raisons» — Луи Гаррель и Людивин Санье
2. «Inventaire» — Людивин Санье и Луи Гаррель
3. «La Bastille» — Людивин Санье
4. «Je n’aime que toi» — Людивин Санье, Луи Гаррель, Клотильда ЭсмеДом по адресу «51 rue Louis-Blanc», где снималась финальная сцена фильма
5. «Brooklyn bridge» — Алекс Бопен

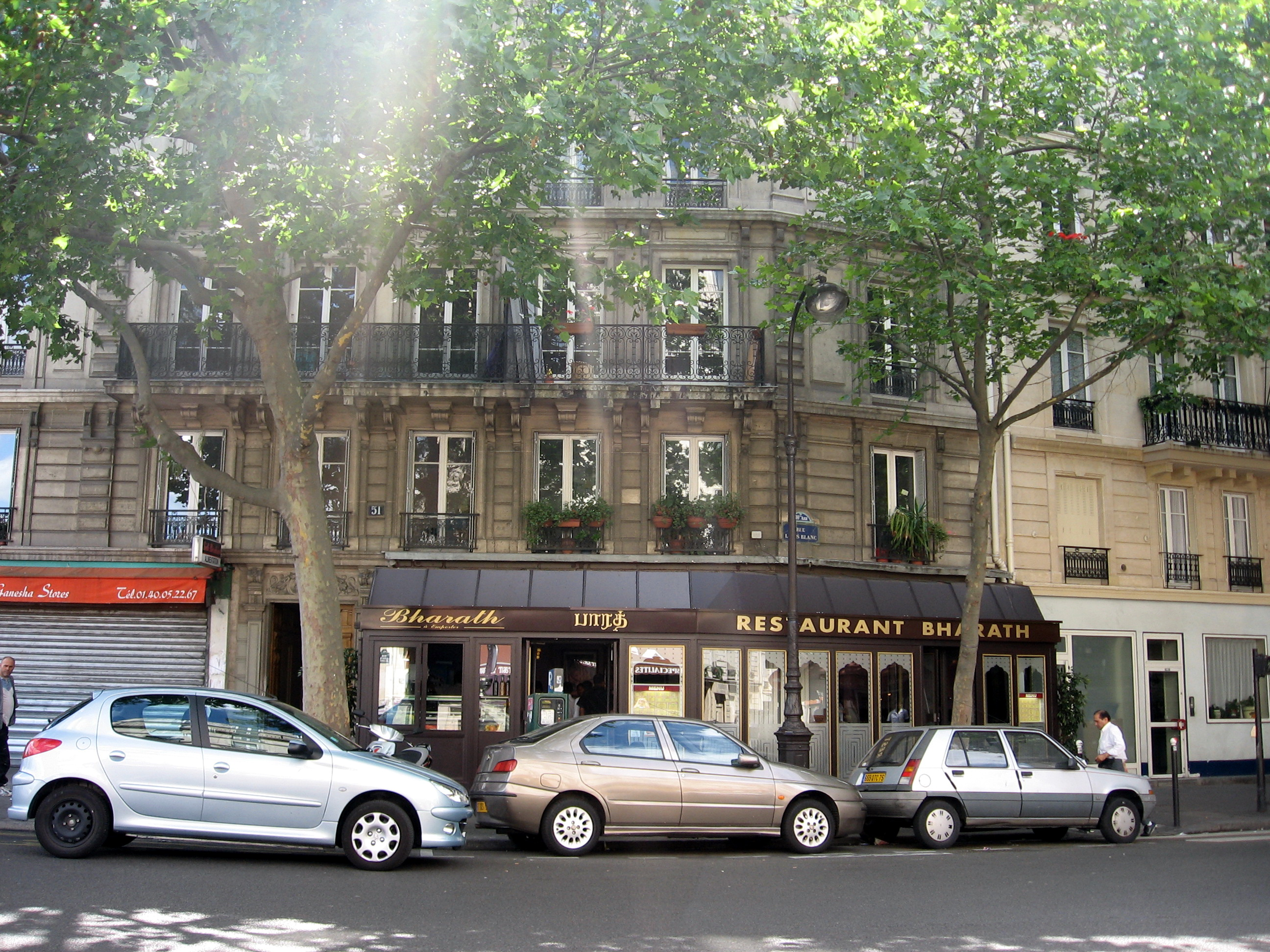
Дом по адресу «51 rue Louis-Blanc», где снималась финальная сцена фильма

6. «Delta charlie delta» — Луи Гаррель
7. «Il faut se taire» — Луи Гаррель, Клотильда Эсме
8. «As-tu déjà aimé» — Грегуар Лепренс-Ренге, Луи Гаррель
9. «Les yeux au ciel» — Луи Гаррель
10. «La distance» — Грегуар Лепренс-Ренге, Луи Гаррель
11. «Ma mémoire sale» — Луи Гаррель
12. «Au parc» — Кьяра Мастроянни
13. «Pourquoi viens-tu si tard» — Людивин Санье
14. «J’ai cru entendre» — Луи Гаррель и Грегуар Лепренс-Ренге

## Награды и номинации

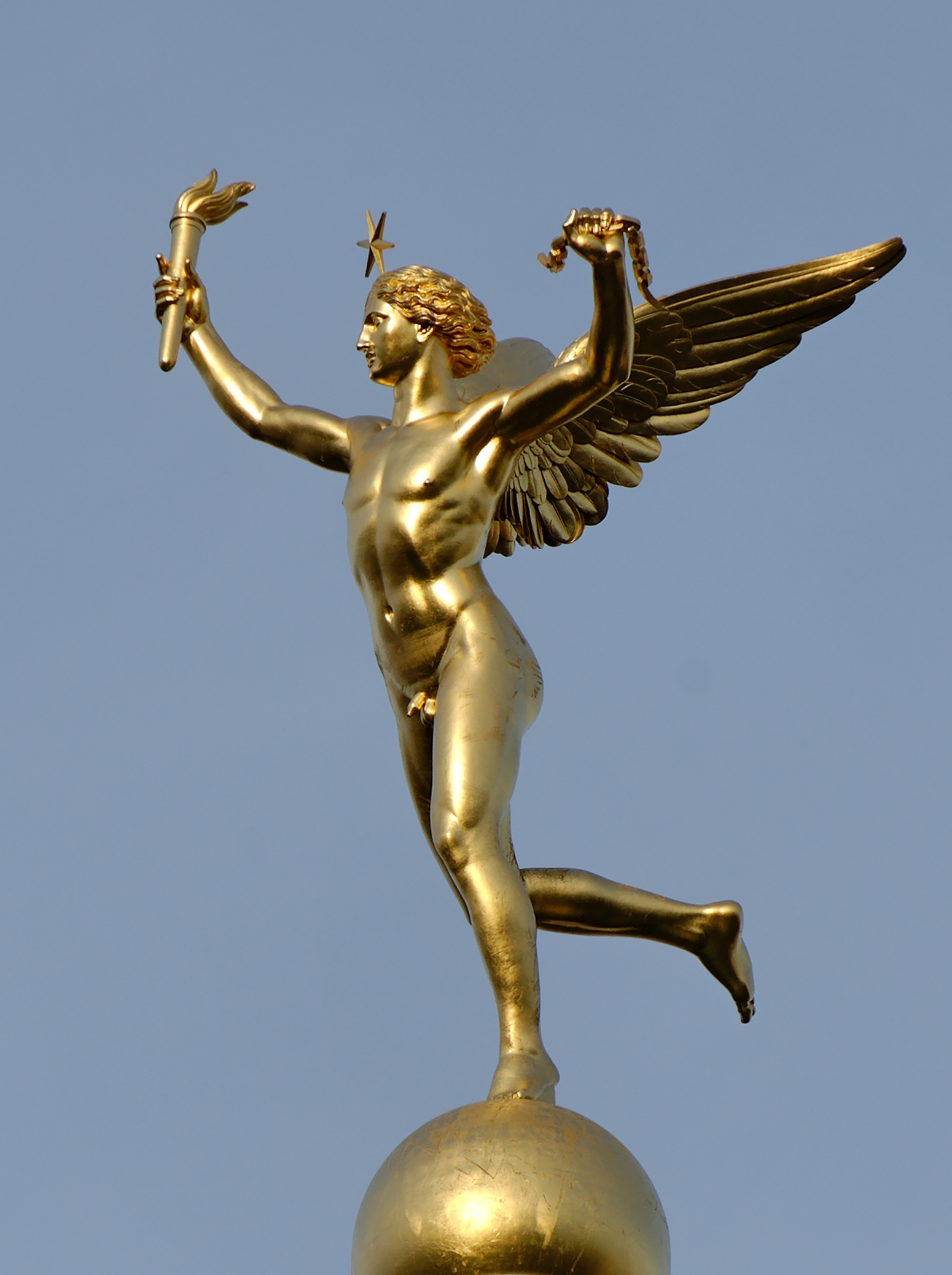
«Мокрый ангел» с площади Бастилии

- 2007 — Фестиваль романтического кино в Кабуре
  - Лучший режиссёр: Кристоф Оноре
- 2007 — Каннский кинофестиваль
  - Номинация на «Золотую пальмовую ветвь»
- 2008 — Премия «Сезар»
  - Лучший композитор: Алекс Бопен
  - Номинация за лучший звук
  - Номинация самому многообещающему актёру: Грегуар Лепренс-Ренге
  - Номинация самой многообещающей актрисе: Клотильда Эсме
- 2008 — Премия «Золотые звёзды»
  - Лучший композитор: Алекс Бопен

## Отзывы критиков
¨The New York Times:

Троица «девушка-парень-девушка», союз которой оказывается недолгим, является, пожалуй, наиболее простой эмоциональной конфигурацией в этом странном, остроумном и трогательном фильме.
Оригинальный текст (англ.)The girl-boy-girl threesome, which turns out to be short-lived, is perhaps the most straightforward emotional configuration in this odd, witty, touching film.

Salon.com:

«Все песни только о любви» можно описать как смесь из задумчивого парижского сентиментализма Франсуа Трюффо и едкой полисексуальной комедии Педро Альмодовара, которые изначально всегда был близки друг другу по духу (с учётом разницы в климате и с поправкой на различия между врождёнными темпераментами жителей Франции и Испании).
Оригинальный текст (англ.)You could describe Love Songs, as a blend of François Truffaut's wistful Parisian sentimentalism and Pedro Almodóvar's acrid polysexual comedy, which were never far apart to begin with (given the difference in climate and native temperament between France and Spain).

The Village Voice:

Нет никаких сомнений в том, что Оноре разбирается в кинематографе, но от первого до последнего кадра фильм остается таким же ледяным, как мёртвое тело безвременно ушедшей Жюли.
Оригинальный текст (англ.)That Honoré knows a lot about movies is beyond question--but from first frame to last, Love Songs stays as icy to the touch as Julie's premature corpse..